# VA-154 (U.S. Navy)
Il VA-154 fu uno squadrone d'attacco della Marina degli Stati Uniti. Fu istituito come Bombing Squadron VB-153 il 26 marzo 1945, ribattezzato VA-15A il 15 novembre 1946 e infine designato come VA-154 il 15 luglio 1948. Nell'ottobre 1945, lo squadrone partecipò a un sorvolo di 1.200 aerei di New York City in onore del Navy Day. Lo squadrone è stato sciolto il 1º dicembre 1949.

## Assegnazione degli aeromobili
Lo squadrone ha ricevuto per la prima volta i seguenti aerei nelle date indicate:

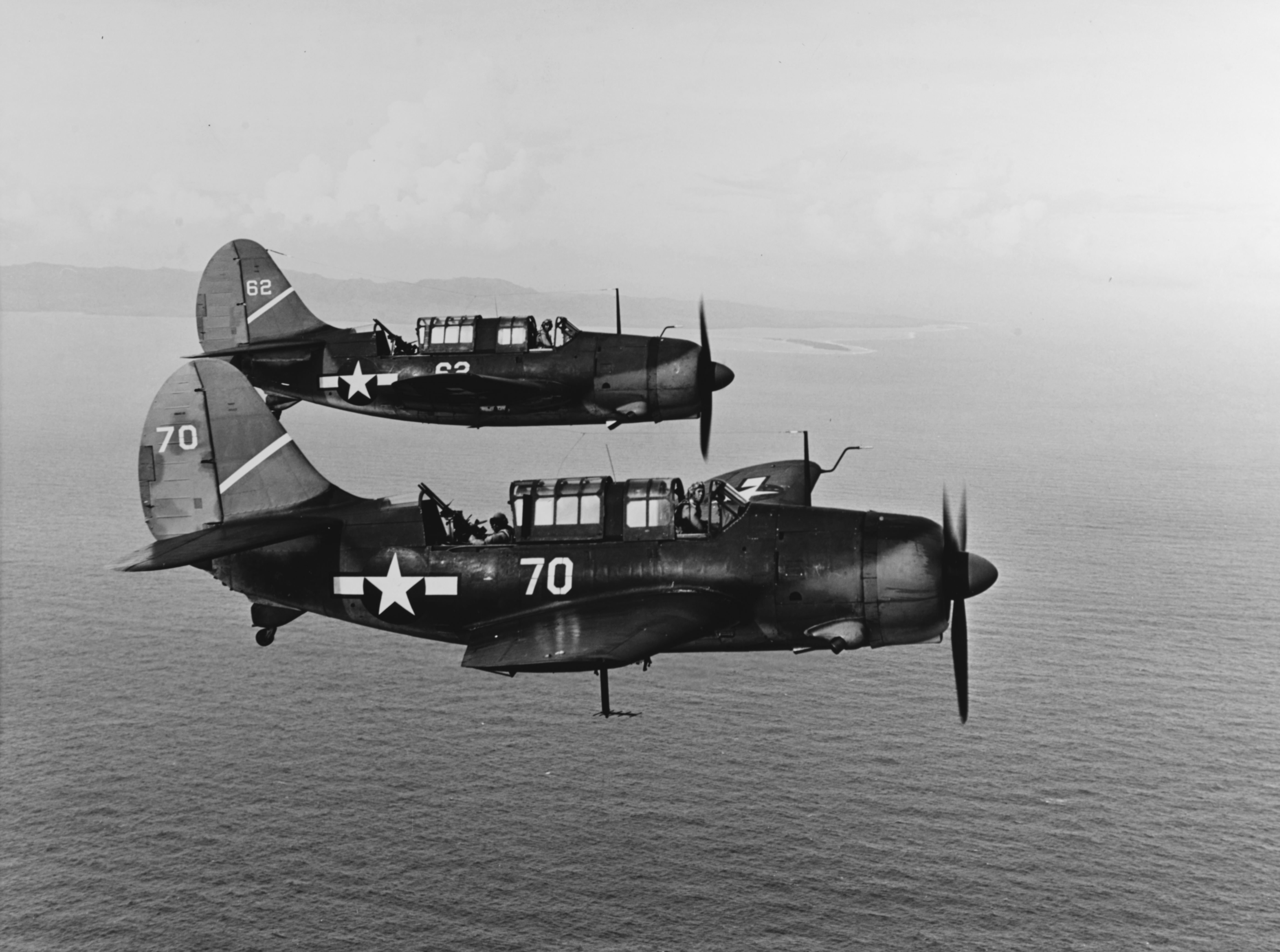
Due bombardieri SB2C Helldiver in volo nel 1943. I piloti del VA-154 pilotarono aerei simili.

- SB2C-4E Helldiver – Aprile 1945
- SB2C-5 Helldiver – Giugno 1945
- AD-2 Skyraider – 08 Luglio 1948